# سامبا

سامبا أو الســامبا موسيقى برازيلية من جذور أفريقية من المحتمل ان الاسم سامبا جاء من أنجولانو سامبا ايقاع ديني أفريقي.
يتم العزف على انغام السامبا في الكرنافال البرازيلي كما تعتبر الموسيقى على انغام السامبا من الأقدم في البرازيل

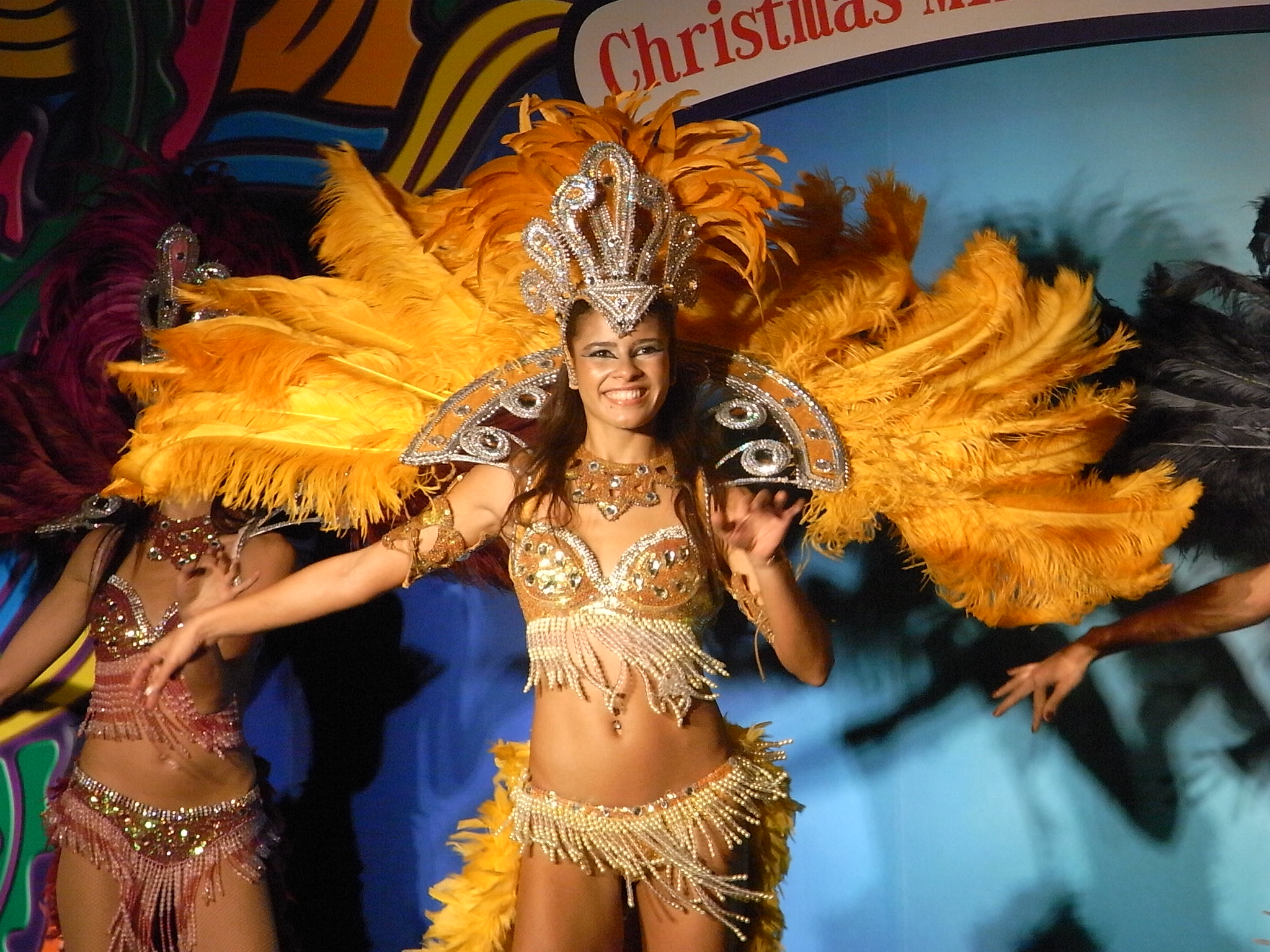
راقصة سامبا في البرازيل

من أشهر عازفين السمبا البرازيلية : مـارتينيو دي فيلا، بيزيرا دا سيلفا، زيكا باجودينيو وجورج أراجاوؤ.

## اسمع الأكثر شعبية في البرازيل سامبا
- Legran Orchestra "Aquarela do Brazil" Samba Mp3·  نسخة محفوظة 30 مايو 2012 at Archive.is Berenguer González, RamónT. ISWC T-0425394804 "Latin Complete Collection" Album. نشرت مع اذن من صاحب الحقوق